# Andreas Linde
Andreas Christopher Linde (24 luglio 1993) è un calciatore svedese, portiere dell'Häcken.

## Carriera

### Club

#### Helsingborg e il prestito all'IFK Värnamo
Linde ha iniziato la carriera professionistica con la maglia dell'Helsingborg. Nel 2013 è passato in prestito all'IFK Värnamo, formazione all'epoca militante nella Superettan, secondo livello del campionato svedese. Con questa squadra, ha giocato soltanto nella Svenska Cupen: ha debuttato infatti il 2 marzo 2013, schierato titolare nella sconfitta per 2-0 sul campo dell'Örebro.
Ritornato all'Helsingborg, ha esordito con questa casacca in data 26 agosto 2014, impiegato dal primo minuto nel successo per 1-4 sul campo del Torslanda, in una sfida valida per l'edizione stagionale della Svenska Cupen. Il debutto nell'Allsvenskan è arrivato invece il 27 ottobre successivo, nella partita persa per 0-3 contro l'IFK Göteborg.

#### Molde
Il 14 gennaio 2015, i norvegesi del Molde hanno annunciato che Linde si sarebbe allenato con il resto della squadra in vista di un possibile trasferimento. Il 27 gennaio ha firmato ufficialmente un contratto con la squadra.

#### Greuther Fürth
L'11 gennaio 2022, dopo la scadenza del contratto, firma per una squadra tedesca neopromossa in Bundesliga, il Greuther Fürth, dopo 6 anni di titolarità nella squadra norvegese.

### Nazionale
Linde ha giocato 4 partite per la Svezia under 21. Ha esordito il 5 febbraio 2013, schierato titolare nella sconfitta in amichevole per 4-0 contro l'Inghilterra. Ha fatto parte della campagna di qualificazione al campionato europeo 2015, senza giocare però alcun incontro. Il 2 giugno 2015, Linde è stato incluso nell'elenco dei convocati in vista della manifestazione. Il 30 giugno, la Svezia si è laureata campione d'Europa Under-21 in virtù del successo maturato ai calci di rigore contro il Portogallo. Linde ha ricevuto così la medaglia, pur non avendo giocato nessun minuto nel corso del torneo.
Il 15 luglio 2016, il commissario tecnico della Nazionale olimpica ha inserito Linde tra i convocati per i Giochi della XXXI Olimpiade.

## Statistiche

### Presenze e reti nei club
Statistiche aggiornate al 28 novembre 2017.
| Stagione           | Club               | Campionato         | Campionato | Campionato | Coppe nazionali | Coppe nazionali | Coppe nazionali | Coppe continentali | Coppe continentali | Coppe continentali | Supercoppe | Supercoppe | Supercoppe | Totale | Totale |
| Stagione           | Club               | Comp               | Pres       | Reti       | Comp            | Pres            | Reti            | Comp               | Pres               | Reti               | Comp       | Pres       | Reti       | Pres   | Reti   |
| ------------------ | ------------------ | ------------------ | ---------- | ---------- | --------------- | --------------- | --------------- | ------------------ | ------------------ | ------------------ | ---------- | ---------- | ---------- | ------ | ------ |
| 2012               | Helsingborg        | A                  | 0          | 0          | CS              | 0               | 0               | UCL+UEL            | 0                  | 0                  | SS         | -          | -          | 0      | 0      |
| 2013               | IFK Värnamo        | S                  | 0          | 0          | CS              | 2               | -5              | -                  | -                  | -                  | -          | -          | -          | 2      | -5     |
| 2014               | Helsingborg        | A                  | 2          | -5         | CS              | 1               | -1              | -                  | -                  | -                  | -          | -          | -          | 3      | -6     |
| Totale Helsingborg | Totale Helsingborg | Totale Helsingborg | 2          | -5         |                 | 1               | -1              |                    | 0                  | 0                  |            | -          | -          | 3      | -6     |
| 2015               | Molde              | ES                 | 2          | -3         | CN              | 1               | -3              | UCL+UEL            | 1+0                | -1                 | -          | -          | -          | 4      | -7     |
| 2016               | Molde              | ES                 | 9          | -12        | CN              | 3               | -4              | -                  | -                  | -                  | -          | -          | -          | 12     | -16    |
| 2017               | Molde              | ES                 | 30         | -33        | CN              | 5               | -6              | -                  | -                  | -                  | -          | -          | -          | 35     | -39    |
| Totale Molde       | Totale Molde       | Totale Molde       | 41         | -48        |                 | 9               | -13             |                    | 1+0                | -1                 |            | -          | -          | 51     | -62    |
| Totale             | Totale             | Totale             | 43         | -53        |                 | 12              | -19             |                    | 1+0                | -1                 |            | -          | -          | 56     | -73    |

### Cronologia presenze e reti in nazionale
| Cronologia completa delle presenze e delle reti in nazionale ― Svezia | Cronologia completa delle presenze e delle reti in nazionale ― Svezia | Cronologia completa delle presenze e delle reti in nazionale ― Svezia | Cronologia completa delle presenze e delle reti in nazionale ― Svezia | Cronologia completa delle presenze e delle reti in nazionale ― Svezia | Cronologia completa delle presenze e delle reti in nazionale ― Svezia | Cronologia completa delle presenze e delle reti in nazionale ― Svezia | Cronologia completa delle presenze e delle reti in nazionale ― Svezia |
| Data                                                                  | Città                                                                 | In casa                                                               | Risultato                                                             | Ospiti                                                                | Competizione                                                          | Reti                                                                  | Note                                                                  |
| --------------------------------------------------------------------- | --------------------------------------------------------------------- | --------------------------------------------------------------------- | --------------------------------------------------------------------- | --------------------------------------------------------------------- | --------------------------------------------------------------------- | --------------------------------------------------------------------- | --------------------------------------------------------------------- |
| 12-1-2017                                                             | Abu Dhabi                                                             | Svezia                                                                | 6 – 0                                                                 | Slovacchia                                                            | Amichevole                                                            | -                                                                     |                                                                       |
| Totale                                                                |                                                                       | Presenze                                                              | 1                                                                     |                                                                       | Reti                                                                  | 0                                                                     |                                                                       |

## Palmarès

### Club

#### Competizioni nazionali
- Campionato norvegese: 1

Molde: 2019
- Coppa di Svezia: 1

Häcken: 2024-2025

### Nazionale
- Campionato d'Europa Under-21: 1

Svezia 2015